# Centaurea pallescens
Centaurea pallescens là một loài thực vật có hoa trong họ Cúc. Loài này được Delile mô tả khoa học đầu tiên.